# سيدي غاني
السيدي الغاني (بالإنجليزية: Ghanaian cedi) هي عملة غانا الرسمية. وتنقسم إلى 100 بيسة.

## التاريخ

### السيدي الأول
ظهر السيدي الأول في عام 1965، ليحل محل الجنيه بمعدل 2.4 سيدي = 1 جنيه. ورُبط السيدي الأول بالجنيه الإسترليني بمعدل 2.4 سيدي = 1 جنيه.

### السيدي الثاني
تم استبدال السيدي الأول في عام 1967 بـ «السيدي الجديد» والذي كان يساوي 1.2 سيدي. رُبط السيدي الثاني في البداية بالجنيه الإسترليني بمعدل 2 سيدي = 1 جنيه. وفي غضون أشهر، خفضت قيمة السيدي الثاني إلى 2.45 ثانية سيدي = 1 باوند ، أي أقل من قيمة السيدي الأول.
وبحلول عام 1983، كانت قيمة السيدي تساوي 120 دولارًا أمريكيًا واحدًا في السوق السوداء، ومع نضوب العملات الأجنبية، اضطرت الحكومة إلى بدء عملية تخفيض تدريجي لقيمة العملة ، وتحريرها من ضوابط الأسعار . وانتهت هذه العملية في عام 1990 بالتعويم الحر لسيدى مقابل العملات الأجنبية. واستمر التضخم حتى يوليو 2007، وبلغت قيمة السيدي حوالي 9500 لكل دولار أمريكي، وبدأ الانتقال إلى السيدي الثالث. وفي عام 1991 ، ظهرت عملات 10 و 20 و 50 و 100 سيدي، تلاتها 200 و 500 سيدي في عام 1996. وهذه الفئات الست كانت لا تزال متداولة حتى عام 2007.

### السيدي الثالث
بسبب التضخم في العقود التي سبقت إصدار السيدي الثاث، كان سعر السيدي الثاني لا يساوي سوى جزء صغير من قيمته الأصلية. وقررت الحكومة بالتحول إلى السيدي الثالث. ولم تسمى العملة الجديدة بالسيدي الثالث، ولكنها سُميت رسميًا بالسيدي الغاني، على عكس السيدي الثاني الذي كان يُعرف رسميًا باسم السيدي الجديد. وفي نهاية ديسمبر 2007، تم سحب أكثر من 90 ٪ من جميع العملات المعدنية والأوراق النقدية القديمة. واعتبارًا من يناير 2008، لم يكن من الممكن استبدال الأوراق النقدية القديمة إلا في البنوك.
وفقد السيدي الثالث قيمته بشكل كبير منذ طرحه. في عام 2014، ارتفع التضخم بسرعة حيث انخفضت قيمة السيدي الثالث إلى ربع قيمته الأصلية. وانتهى الانخفاض في الربع الأخير من عام 2014 حيث استقرت العملة بسبب خطة إنقاذ صندوق النقد الدولي المعلقة لغانا.

## العملات المعدنية
أصدر بنك غانا العملات المعدنية الغانية منذ عام 1958. إلى جانب العملات المعدنية المتداولة بشكل عام، أصدر البنك أيضًا عملات معدنية تذكارية، ضُمنت العملات المعدنية التي يتم تداولها في هذه القائمة فقط.

### السيدي الأول
| الصورة       | القيمة  | وصف                                               | وصف                                   | وصف            | وصف       | وصف      | تاريخ الإصدار |
| الوجه والعكس | القيمة  | الوجه                                             | العكس                                 | المعدن         | الوزن     | القطر    | تاريخ الإصدار |
| ------------ | ------- | ------------------------------------------------- | ------------------------------------- | -------------- | --------- | -------- | ------------- |
|              | 5 بيسة  | كوامي نكروما(حروف: CIVITATIS GHANIENSIS CONDITOR) | نجمة خماسية، قيمة العملة وسنة الإصدار | النحاس والنيكل | 4.1 جرام  | 22 ملم   | 19 يوليو 1965 |
|              | 10 بيسة | كوامي نكروما(حروف: CIVITATIS GHANIENSIS CONDITOR) | نجمة خماسية، قيمة العملة وسنة الإصدار | النحاس والنيكل | 3.2 جرام  | 20 ملم   | 19 يوليو 1965 |
|              | 25 بيسة | كوامي نكروما(حروف: CIVITATIS GHANIENSIS CONDITOR) | نجمة خماسية، قيمة العملة وسنة الإصدار | النحاس والنيكل | 8.65 جرام | 27.4 ملم | 19 يوليو 1965 |
|              | 50 بيسة | كوامي نكروما(حروف: CIVITATIS GHANIENSIS CONDITOR) | نجمة خماسية، قيمة العملة وسنة الإصدار | النحاس والنيكل | 13.9 جرام | 32 ملم   | 19 يوليو 1965 |

### السيدي الثاني
| الصورة       | القيمة    | الوصف                                                                     | الوصف                                  | الوصف          | الوصف     | الوصف     | تاريخ الإصدار |
| الوجه والعكس | القيمة    | الوجه                                                                     | العكس                                  | المعدن         | الوزن     | القطر     | تاريخ الإصدار |
| ------------ | --------- | ------------------------------------------------------------------------- | -------------------------------------- | -------------- | --------- | --------- | ------------- |
|              | ½ بيسة    | طبول (حروف: GHANAFREEDOM AND JUSTICE) الحرية والعدالة في غانا             | نجمة خماسية قيمة العملة وسنة الإصدار   | برونز          | 2.9 جرام  | 20.2 ملم  | 1967          |
|              | 1 بيسة    | طبول (حروف: GHANAFREEDOM AND JUSTICE) الحرية والعدالة في غانا             | نجمة خماسية قيمة العملة وسنة الإصدار   | برونز          | 5.72 جرام | 25.47 ملم | 1967-1979     |
|              | 2½ بيسة   | ثمار الكاكاو (حروف: GHANAFREEDOM AND JUSTICE) الحرية والعدالة في غانا     | درع شعار غانا قيمة العملة وسنة الإصدار | النحاس والنيكل | 3.2 جرام  | 19.5 ملم  | 1967          |
|              | 5 بيسة    | ثمار الكاكاو (حروف: GHANAFREEDOM AND JUSTICE) الحرية والعدالة في غانا     | درع شعار غانا قيمة العملة وسنة الإصدار | النحاس والنيكل | 2.85 جرام | 19 ملم    | 1967-1975     |
|              | 10 بيسة   | ثمار الكاكاو (حروف: GHANAFREEDOM AND JUSTICE) الحرية والعدالة في غانا     | درع شعار غانا قيمة العملة وسنة الإصدار | النحاس والنيكل | 5.6 جرام  | 23.5 ملم  | 1967-1979     |
|              | 20 بيسة   | ثمار الكاكاو (حروف: GHANAFREEDOM AND JUSTICE) الحرية والعدالة في غانا     | درع شعار غانا قيمة العملة وسنة الإصدار | النحاس والنيكل | 11.2 جرام | 28 ملم    | 1967-1979     |
|              | 50 بيسة   | ثمار الكاكاو (حروف: GHANAFREEDOM AND JUSTICE) الحرية والعدالة في غانا     | درع شعار غانا قيمة العملة وسنة الإصدار | النحاس والنيكل | 12.5 جرام | 32 ملم    | 1979          |
|              | سيدي واحد | Monetaria moneta (حروف: GHANAFREEDOM AND JUSTICE) الحرية والعدالة في غانا | درع شعار غانا قيمة العملة وسنة الإصدار | نحاس           | 11.9 جرام | 30 ملم    | 1979          |

## الأوراق النقدية
يقوم بنك غانا بإصدار جميع الأوراق النقدية الغانية منذ عام 1958. وتم تغيير معظم الأوراق النقدية الغانية بشكل طفيف. ويتغير التوقيع على الأوراق النقدية أيضًا عندما يتولى شخص جديد إدارة بنك غانا. هذه التغييرات متكررة ولا يتم سردها في هذه القائمة.

### سيدي (1965-1967)
| الصورة | القيمة                                          | الوصف        | الوصف                        | تاريخ الإصدار |
| الصورة | القيمة                                          | الوجه        | الخلف                        | تاريخ الإصدار |
| ------ | ----------------------------------------------- | ------------ | ---------------------------- | ------------- |
|        | 1 سيدي                                          | كوامي نكروما | بنك غانا                     | 19 يوليو 1965 |
|        | 5 سيدي                                          | كوامي نكروما | المحكمة العليا               | 19 يوليو 1965 |
|        | 10 سيدي                                         | كوامي نكروما | قوس الاستقلال                | 19 يوليو 1965 |
|        | 50 سيدي                                         | كوامي نكروما | شاطئ البحر                   | 19 يوليو 1965 |
|        | 100 سيدي                                        | كوامي نكروما | مستشفى كومفو أنوكي التعليمية | 19 يوليو 1965 |
|        | 1,000 سيدي (يستخدم فقط في المعاملات بين البنوك) | نجمة سوداء   | بنك غانا                     | 19 يوليو 1965 |

### سيدي (1967–2007)

#### 1967 إلى 1979
| الصورة       | القيمة  | وصف             | وصف             | سنوات الإستخدام |
| الوجه والعكس | القيمة  | الوجه           | عكس             | سنوات الإستخدام |
| ------------ | ------- | --------------- | --------------- | --------------- |
|              | 1 سيدي  | كاكاو           | درع وسيف        | 1967-1971       |
|              | 5 سيدي  | منحوتات حيوانية | منحوتات حيوانية | 1967-1969       |
|              | 10 سيدي | تماثيل          | تماثيل          | 1967-1970       |

| الصورة       | القيمة  | الوصف          | الوصف          | سنوات الإستخدام |
| الوجه والعكس | القيمة  | الوجه          | العكس          | سنوات الإستخدام |
| ------------ | ------- | -------------- | -------------- | --------------- |
|              | 1 سيدي  | فتاة           | مزارع كاكاو    | 1973-1978       |
|              | 2 سيدي  | مزارع          | صيادين         | 1972-78         |
|              | 5 سيدي  | امرأة          | مسجد لارابانجا | 1973-1978       |
|              | 10 سيدي | رجل يدخن غليون | سد أكوسومبو    | 1973-1978       |

#### 1979 إلى 2007
| الصورة       | القيمة  | الوصف     | الوصف         | سنوات الإستخدام |
| الوجه والعكس | القيمة  | الوجه     | العكس         | سنوات الإستخدام |
| ------------ | ------- | --------- | ------------- | --------------- |
|              | 1 سيدي  | شاب       | صناعة السلال  | 1979-1982       |
|              | 2 سيدي  | فتاة      | عمال          | 1979-1982       |
|              | 5 سيدي  | شايب      | حطابين        | 1979-1982       |
|              | 10 سيدي | شابة      | صيادين        | 1979-1982       |
|              | 20 سيدي | عامل منجم | Kente cloth ‏  | 1979-1982       |
|              | 50 سيدي | رجل مسن   | مزارعوا كاكاو | 1979-1980       |

| الصورة       | القيمة      | الوصف            | الوصف                               | سنوات الإستخدام | سنوات الإستخدام |
| الوجه والعكس | القيمة      | الوجه            | العكس                               | بداية           | نهاية           |
| ------------ | ----------- | ---------------- | ----------------------------------- | --------------- | --------------- |
|              | 10 سيدي     |                  | مبنى البنك                          | 1984            | 1984            |
|              | 20 سيدي     | Yaa Asantewaa ‏   | عامل منجم، ضابط جيش، طالب، متظاهرين | 1984            | 1986            |
|              | 50 سيدي     | شاب              | عمال                                | 1983            | 1986            |
|              | 100 سيدي    | مرأة             | تحميل المنتجات                      | 1983            | 1991            |
|              | 200 سيدي    | رجل عجوز         | معلم وطلاب                          | 1983            | 1993            |
|              | 500 سيدي    | نجمة سوداء وقبضة | كاكاو ومعدن                         | 1986            | 1994            |
|              | 1,000 سيدي  | ألماس            | حصاد الكاكاو                        | 1991            | 2003            |
|              | 2,000 سيدي  | جسر أدومي        | صيادين                              | 1994            | 2006            |
|              | 5,000 سيدي  | شعار غانا        | سفن شحن وجذوع أشجار                 | 1994            | 2006            |
|              | 10,000 سيدي | قوس الاستقلال    | الستة الكبار                        | 2002            | 2006            |
|              | 20,000 سيدي | Ephraim Amu ‏     | المسرح الوطني                       | 2002            | 2006            |

### سيدي (2007– حتى الآن)
| الصورة       | القيمة   | الأبعاد      | اللون الرئيسي | الوصف                       | الوصف                    | الوصف                    | الوصف                    | تاريخ الإصدار                                        |
| الوجه والعكس | القيمة   | الأبعاد      | اللون الرئيسي | الوجه                       | العكس                    | العكس                    | العكس                    | تاريخ الإصدار                                        |
| ------------ | -------- | ------------ | ------------- | --------------------------- | ------------------------ | ------------------------ | ------------------------ | ---------------------------------------------------- |
|              | 1 سيدي   | 137 × 65 ملم | أحمر          | الستة الكبار، قوس الاستقلال | سد أكوسومبو              | سد أكوسومبو              | سد أكوسومبو              | 3 يوليو 2007                                         |
|              | 2 سيدي   | 140 × 67 ملم | بيج           | كوامي نكروما                | البرلمان                 | البرلمان                 | البرلمان                 | 14 مايو 2010                                         |
|              | 5 سيدي   | 141 × 68 ملم | أزرق          | الستة الكبار، قوس الاستقلال | جامعة غانا               | جامعة غانا               | جامعة غانا               | 3 يوليو 2007                                         |
|              | 5 سيدي   | 147 × 68 ملم | أزرق          | جيمس إيمان كويجير أجري      | كوامي نكروما، حقول النفط | كوامي نكروما، حقول النفط | كوامي نكروما، حقول النفط | 7 مارس 2017 (إصدار تذكاري) 4 أغسطس 2017 (إصدار عادي) |
|              | 10 سيدي  | 145 × 71 ملم | أصفر-أخضر     | الستة الكبار، قوس الاستقلال | بنك غانا                 | بنك غانا                 | بنك غانا                 | 3 يوليو 2007                                         |
|              | 20 سيدي  | 149 × 74 ملم | بنفسجي        | الستة الكبار، قوس الاستقلال | المحكمة العليا           | المحكمة العليا           | المحكمة العليا           | 3 يوليو 2007                                         |
|              | 50 سيدي  | 153 × 77 ملم | بني           | الستة الكبار، قوس الاستقلال | Osu Castle ‏              | Osu Castle ‏              | Osu Castle ‏              | 3 يوليو 2007                                         |
|              | 100 سيدي | 157 x 80 ملم | أزرق سماوي    | الستة الكبار، قوس الاستقلال | البرلمان                 | البرلمان                 | البرلمان                 | 2 ديسمبر 2019                                        |
|              | 200 سيدي | 161 x 83 ملم | برتقالي       | الستة الكبار، قوس الاستقلال | Jubilee House ‏           | Jubilee House ‏           | Jubilee House ‏           | 2 ديسمبر 2019                                        |

## سجل الصرف التاريخي

سعر الدولار

| تاريخ         | سيدي لكل دولار أمريكي | تاريخ        | سيدي لكل دولار أمريكي |
| السيدي الأول  | السيدي الأول          | السيدي الأول | السيدي الأول          |
| ------------- | --------------------- | ------------ | --------------------- |
| 1965          | 0.824                 | 1967         | 0.714                 |
| السيدي الثاني |                       |              |                       |
| 1985          | 50 – 60               | 1986         | 90                    |
| 1987          | 150 – 175             | 1988         | 175 – 230             |
| 1989          | 230 – 300             | 1990         | 300 – 345             |
| 1991          | 345 – 390             | 1992         | 390 – 520             |
| 1993          | 555 – 825             | 1994         | 825 – 1050            |
| 1995          | 1050 – 1450           | 1996         | 1450 – 1750           |
| 1997          | 1750 – 2250           | 1998         | 2250 – 2350           |
| 1999          | 2350 – 3550           | 2000         | 3550 – 6750           |
| 2001          | 6750 – 7300           | 2002         | 7300 – 8450           |
| 2003          | 8450 – 8850           | 2004         | 8850 – 8900           |
| 2005          | 8900 – 9500           | 2006         | 9500 – 9600           |
| 2007          | 9600 – 9300           |              |                       |

| السنة | يناير  | مايو   | سبتمبر |
| ----- | ------ | ------ | ------ |
| 2008  | 0.930  | 1.005  | 1.155  |
| 2009  | 1.265  | 1.460  | 1.465  |
| 2010  | 1.430  | 1.425  | 1.440  |
| 2011  | 1.486  | 1.496  | 1.535  |
| 2012  | 1.639  | 1.855  | 1.932  |
| 2013  | 1.905  | 1.974  | 2.150  |
| 2014  | 2.353  | 2.823  | 3.723  |
| 2015  | 3.215  | 3.8479 | 3.8312 |
| 2016  | 3.8092 | 3.7895 | 3.9639 |